# U.S. Route 83
La U.S. Highway 83, con i suoi 3.048 km (1.894 mi) di lunghezza, è una delle più lunghe strade nord-sud statunitensi. Solo tre altre strade nord-sud sono più lunghe: la U.S. Route 1, la U.S. Route 41 e la U.S. Route 87.
Il termine settentrionale della strada è a nord di Westhope (ND), presso il confine canadese, dove continua come Manitoba Highway 83; il suo termine meridionale è a Brownsville (TX) al Ponte Internazionale del Veterano sul confine messicano, che lo collega all'Autostrada Federale Messicana 180.